# Wiener Hygieneausstellung 1906

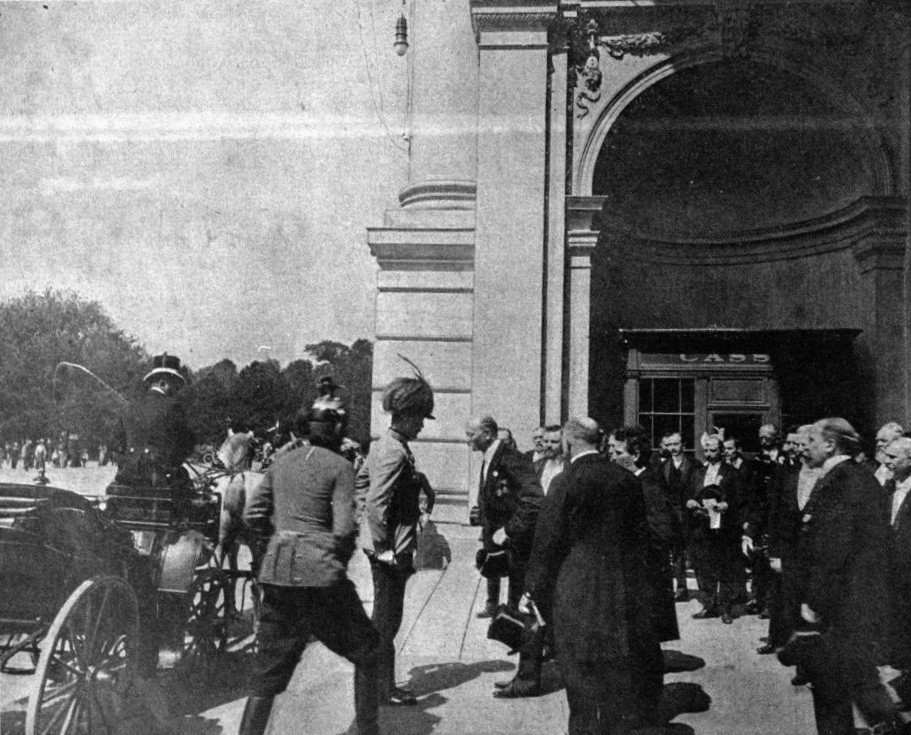
Eröffnung der Hygieneausstellung. Erzherzog Franz Salvator wird vor der Rotunde von Stadtrat Roderich Krenn begrüßt.

Die „Allgemeine Hygienische Ausstellung“ in Wien fand vom 12. Mai bis 15. Juli 1906 in der Rotunde statt, der größten Ausstellungshalle und Wahrzeichen der Wiener Weltausstellung 1873. Insgesamt stand den Ausstellern eine Fläche von 13.685 m² zur Verfügung. Die Ausstellung war täglich an 65 Tagen von 9 bis 24 Uhr geöffnet. Im Katalog werden für die Ausstellung folgende „Ziele“ genannt: Verbreitung der Kenntnisse über die Hilfsmittel und Errungenschaften der hygienischen Wissenschaft, die Vermittlung ihres hohen Wertes sowie die mannigfache Belehrung des Volkes über die Gebote und Anforderungen der Gesundheitspflege.
Der ersten Hygieneausstellung von 1906 folgten in Wien noch zwei weitere Ausstellungen 1925 und 1937.

## Hygienebegriff
Im Gegensatz zum aktuellen Hygienebegriff, der vor allem Reinigung, Desinfektion und Sterilisation zur Verhütung von Infektionen oder alltagssprachlich einfach Sauberkeit meint, umfasste die modernen Hygiene des 19. und frühen 20. Jahrhunderts alle Bedingungen, die die physische Existenz des Menschen betrafen und als mögliche Ursache von Krankheit oder Gesundheit erscheinen konnten. Das Konzept der Hygiene fand Eingang in nahezu alle Bereiche des privaten und öffentlichen Lebens und betraf Wohnung, Kleidung und Nahrung, Schule, Krankenhaus und Kaserne, städtische Infrastruktur, Wohlfahrtspflege, Berufstätigkeit und vieles anderes. Gegenstand von Hygieneausstellungen konnte demnach alles sein, was zur Wiederherstellung, Erhaltung und Kräftigung der Gesundheit und zur Vermeidung von Krankheiten und Unfällen beitrug.

## Träger
Die Wiener Hygieneausstellung wurde von einer breiten Schicht internationaler und nationaler Würdenträger und Honoratioren getragen. Die Ausstellung stand unter dem Protektorat eines Mitgliedes des Kaiserhauses, des Erzherzogs Leopold Salvator von Österreich-Toskana. Unter den rund 300 Mitgliedern diverser Ausstellungsgremien befanden sich neben dem Wiener Bürgermeister Karl Lueger, dem Oberstadtphysikus von Wien Theodor Szongott, dem Vorstand des Hygieneinstituts an der Universität Wien Arthur Schattenfroh, zahlreiche Entscheidungsträger aus Ministerien und Stadtverwaltungen, Reichstagsabgeordnete, Universitätsprofessoren, Journalisten, Industrielle, Mitglieder von Handels- und Gewerbekammern sowie diverse Genossenschaften, Architekten und Ingenieure sowie Mitglieder des Adels.

## Aussteller
Insgesamt waren 1174 Aussteller vertreten, davon entfielen 852 Teilnehmer auf Österreich-Ungarn und 322 auf das Ausland (Deutsches Reich 245, Frankreich 28, Schweiz 22, England 6, Niederlande 8, Belgien 4, Portugal 1, Italien 1, Dänemark 6, Türkei 1).
Ein großer Teil der Ausstellung wurde von kommerziellen Ausstellern bestritten.
- Öffentliche Körperschaften / Träger öffentlicher Gesundheitspflege: Landesverwaltungen von Niederösterreich, Mähren und Schlesien, Stadtgemeinden (unter anderem Wien, Brünn, Troppau, Lemberg, Baden, Wr. Neustadt, Mödling), ausländische Gemeinden wie München, Mannheim oder Kopenhagen, staatliche Ministerien und Behörden (Eisenbahnministerium, Seebehörde)
- Humanitäre Vereine und Organisationen
- Kommerzielle Interessensvertretungen, Genossenschaften
- Gewerbliche Anbieter: Fabrikanten, Händler und Handwerker, Verlage
- Sanatorien, Heilstätten und Kurorte
- Freie Berufe: Ärzte, Architekten, Ingenieure, Bildhauer, Apotheker
- Gewerkschaften und Krankenkassen
- Wissenschaftliche Institutionen, Laboratorien, Universitätsinstitute und -kliniken
- Schulen
- Arbeiterinnen-, Kinder-, Blinden-, Ferienheime

## Besucher
Innerhalb von zwei Monaten wurde die Ausstellung von einer halben Million Menschen besucht. Intention der Ausstellung war es, ein möglichst breites Publikum anzusprechen. Zu den prominenten Besuchern zählten unter anderem Kaiser Franz Joseph I., Prinzessin Therese von Bayern und Abbas II., Khedive von Ägypten.
Die Preisgestaltung der Eintrittskarten:
| an Wochentagen (außer Donnerstags und Sonntags)            | 60 Heller |
| Donnerstag                                                 | 1 Krone   |
| Sonntag                                                    | 40 Heller |
| Arbeiterkarten (gelten an Sonn- und Feiertagen vormittags) | 20 Heller |
| Kinder unter 14 Jahren und Militär                         | 30 Heller |
| Schulklassen                                               | 20 Heller |
| Vereine                                                    | 40 Heller |

## Gliederung der Ausstellung in Gruppen
1. Haus- und Wohnungshygiene
2. Gesundheits- und Krankenpflege (persönliche Hygiene)
3. Öffentliche Hygiene / Freiwillige Humanitäts- und Sanitätspflege der Vereine und Korporationen für Säuglinge, Kinder und Erwachsene
4. Sanitäts- und Rettungswesen im Kriege und Rettungswesen im Frieden
5. Hygiene und Unfallverhütung in Gewerbe, Industrie und Bergbau
6. Chemie und Pharmazie
7. Nahrungsmittel- und Getränkeindustrie
8. Bekleidungs- und Wäscheindustrie
9. Fremdenverkehr und Reisewesen
10. Sport und Spiele
11. Literatur und graphische Literatur

## Gestaltung und Attraktionen
Der Zentralraum der Rotunde war in einen Garten verwandelt worden, an den sich einheitlich im „antiken Stil“ gestaltete Pavillons reihten, die diverse Restaurants, Kaffeehäuser und Kostlogen beherbergten. Ergänzt wurde das antikisierende Bild von einer Kolonnade mit Musikpavillon, der Statue der Göttin Hygieia sowie einem Springbrunnen. Die gesamte Ausstellung war elektrisch beleuchtet und mit einem Post- und Telegraphenamt, einem Schreib- und ein Lesezimmer sowie einem Vortragssaal ausgestattet.
Die Ausstellungen der Stadt Wien und des Roten Kreuzes waren in eigenen Pavillons untergebracht.

### Attraktionen
- vollständig eingerichtetes Tropenzimmer zur Demonstrierung der Maßnahmen zum „Schutze gegen die tückischen Gefahren des Tropenklimas“
- ein Schiffslazarett der k.u.k. Seebehörde
- ein kompletter Sanitätszug des k.u.k. Eisenbahnministeriums
- ein naturgetreu nachgebildeter Bergstollen, ausgestattet mit allen Maßnahmen zum Schutz der Bergmannschaften